# Гуляйполе (Днепропетровская область)
Гуляйпо́ле (укр. Гуляйполе) — село,
Гуляйпольский сельский совет,
Криничанский район,
Днепропетровская область,
Украина.
Код КОАТУУ — 1222082001. Население по переписи 2001 года составляло 1177 человек.
Является административным центром Гуляйпольского сельского совета, в который, кроме того, входят сёла
Березино,
Благодатное,
Бузулуки,
Высокое,
Казачье,
Малософиевка,
Первомайское,
Смоленка,
Тарасовка, и
Удачное и
Украинское.

## Географическое положение
Село Гуляйполе находится на берегу реки Базавлук,
выше по течению на расстоянии в 1,5 км расположено село Удачное,
ниже по течению на расстоянии в 3 км расположены сёла Березино и Бузулуки.
По селу протекают пересыхающие ручьи с запрудами.
Через село проходит автомобильная дорога Т-0432.

## История
- 1781 год — дата основания.

## Экономика
- «Украинский», ГП.
- «Надежда», ООО.
- «Южное», ООО.

## Объекты социальной сферы
- Школа.
- Детский сад.
- Дом культуры.
- Больница.

## Известные люди
- Шевцов Алексей Васильевич (1916—2010) — советский партийный и государственный деятель.
- Малоног Григорий Филиппович (1911—2003) — Герой Советского Союза, родился в селе Гуляйполе.

## Достопримечательности
- Братская могила советских воинов.